# Автошлях E59
Європейський маршрут Е59 — європейський автомобільний маршрут категорії А в Центральній Європі, що з'єднує Прагу (Чехія) і Загреб (Хорватія).

## Міста, через які проходить маршрут
- Чехія: Прага - Їглава - Зноймо -
- Австрія: Гаугсдорф - Голлабрунн - Штоккерау - Відень - Вінер-Нойштадт - Грац -  Шпільфельд -
- Словенія: Марібор - Птуй -
- Хорватія: Мацель - Крапина - Забок - Запрешич - Загреб (шосе  A2)

Е59 пов'язаний з маршрутами
|  | - E55 - E50 - E65 - E551 |  | - E49 - E60 - E66 - E57 |  | - E70 |

## Фотографії

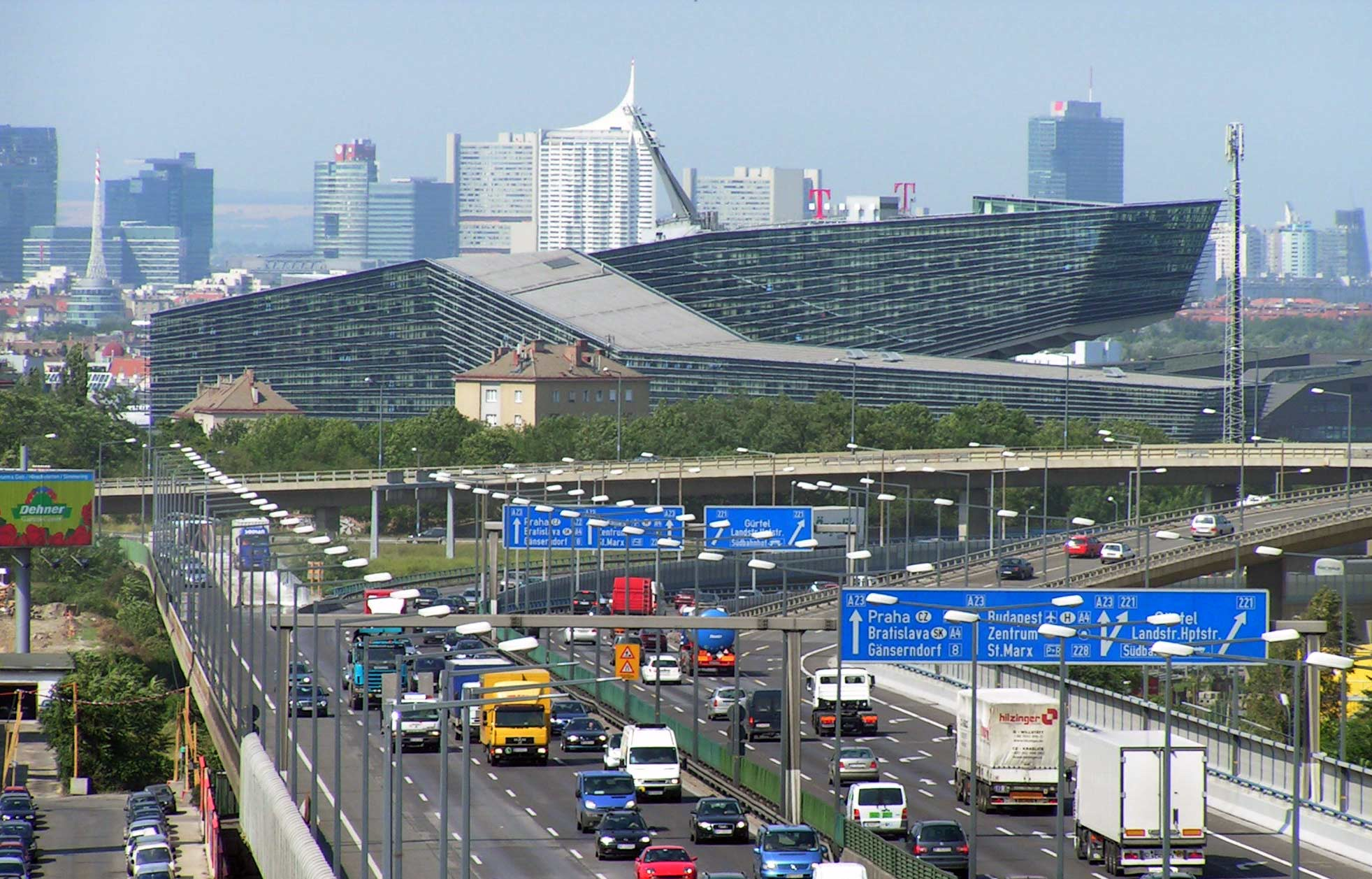
Е59 у Відні
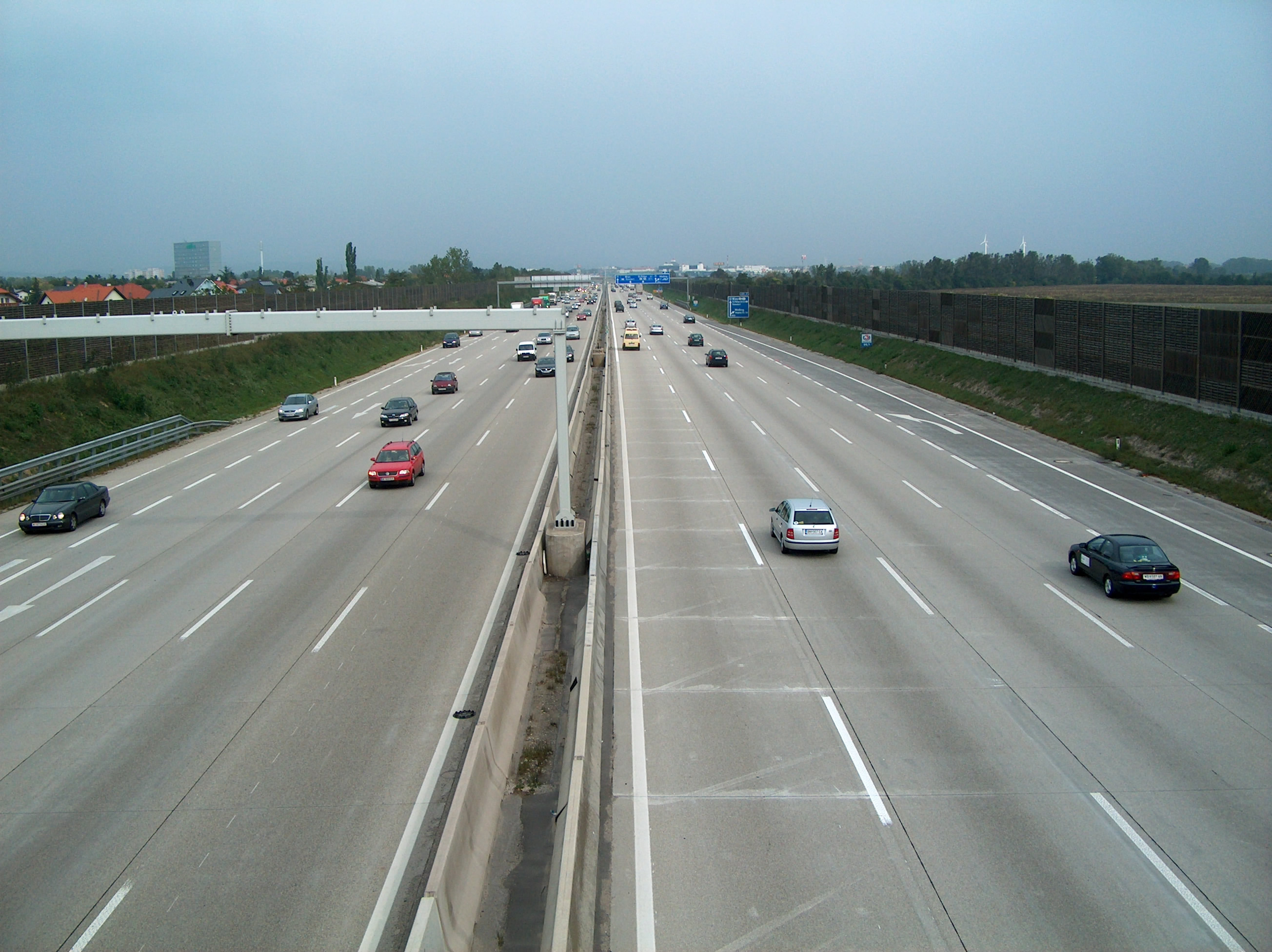
Е59 на південь від Відня
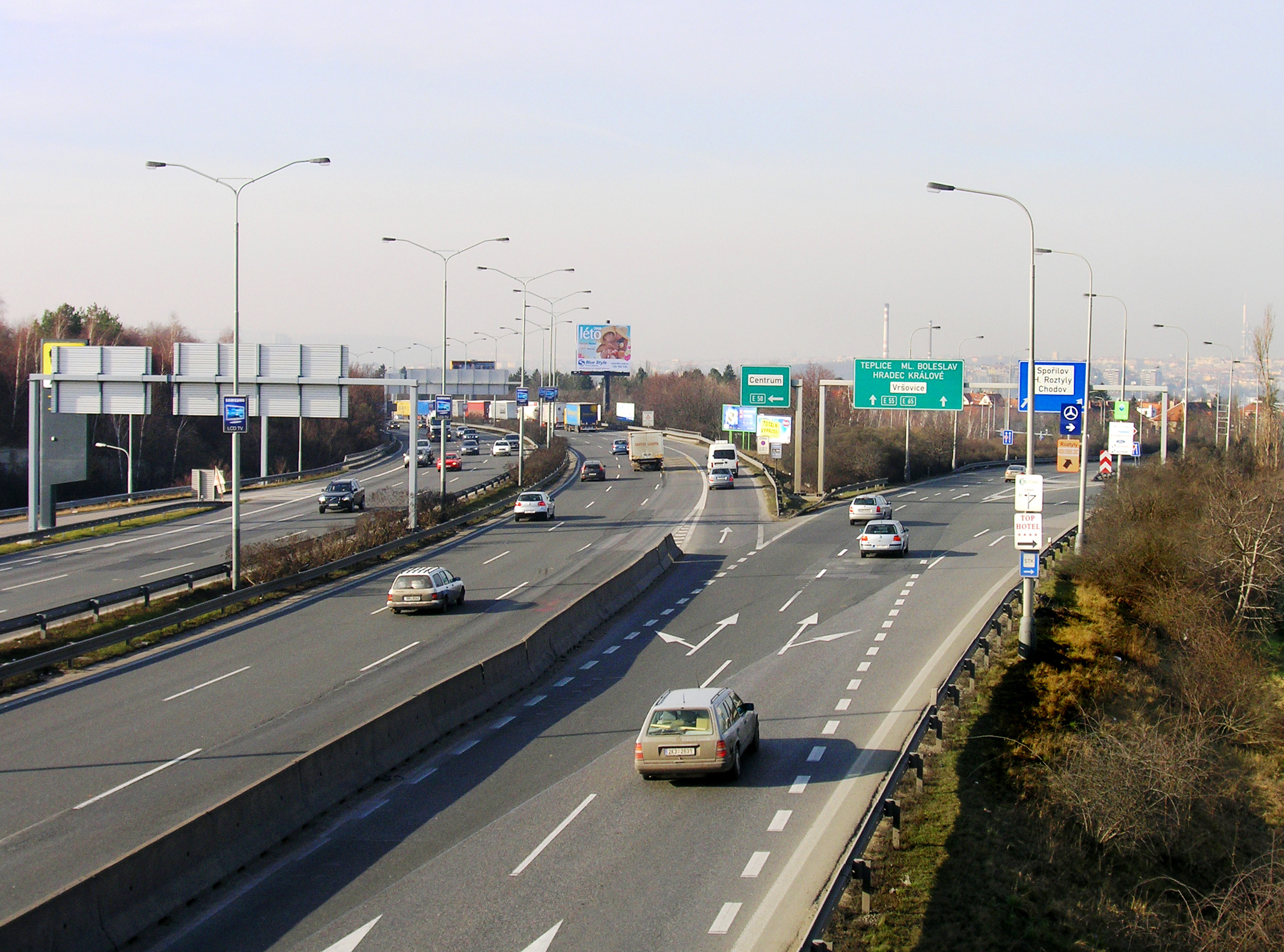
Е59 в Празі
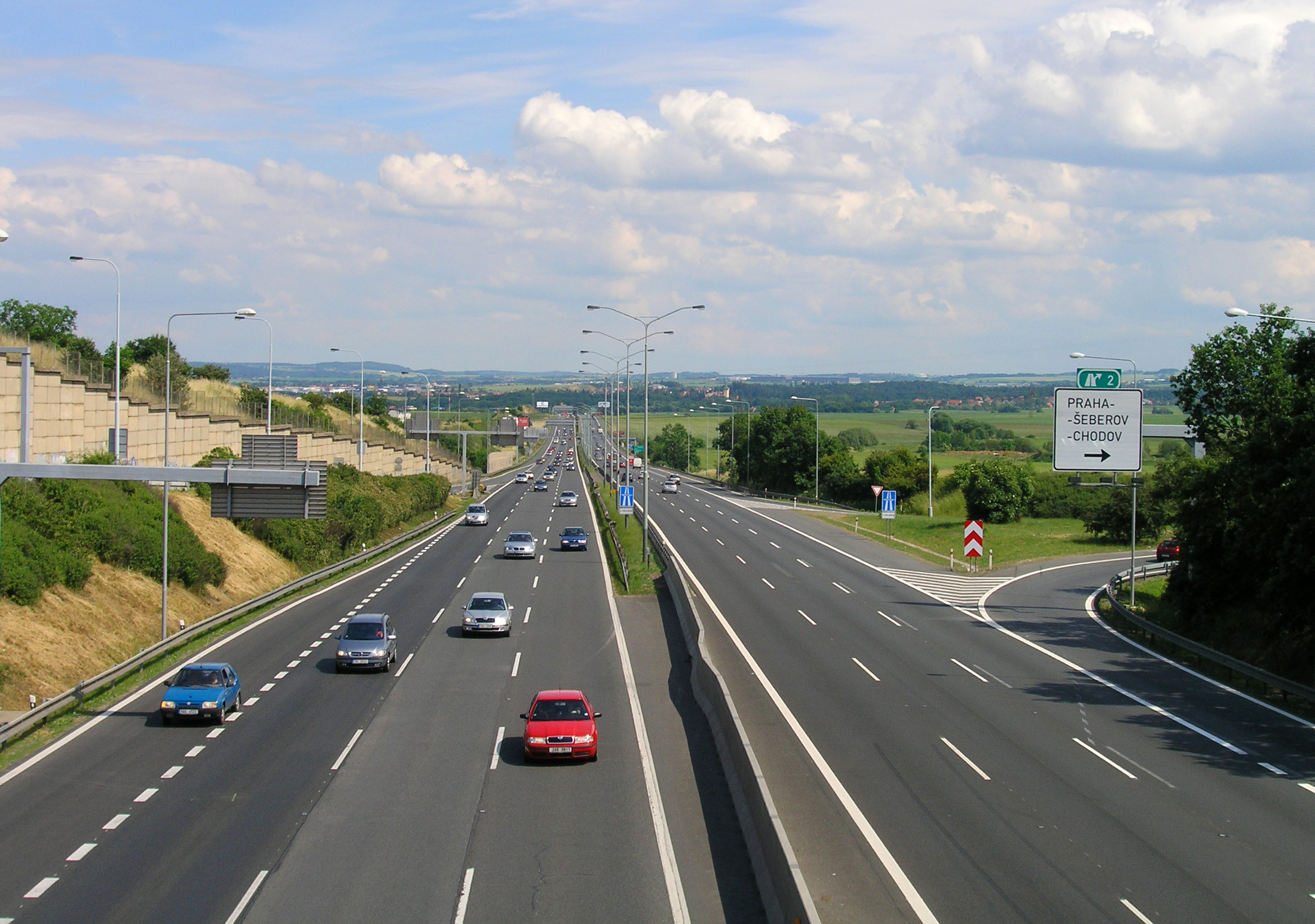
Е59 біля Праги

## Див. Також
- Список європейських автомобільних маршрутів